# Берег Кемпа
Берег Кемпа (англ. Kemp Coast) - частина східного узбережжя Антарктиди, що лежить на схід Землі Ендербі , між 56° 25' і 59° 34' східної довготи.
Берег омивається морем Співдружності. Велика частина його прихована під покривом материкового льоду, який утворює нерідко високі крижані обриви.
Берег був відкритий в 1833 році англійським морським офіцером, капітаном судна «Магнето» Пітером Кемпом; пізніше названий його ім'ям.